# Найденфельс
Найденфельс (нем. Neidenfels) — община в Германии, в земле Рейнланд-Пфальц. 
Входит в состав района Бад-Дюркхайм. Подчиняется управлению Ламбрехт (Пфальц).  Население составляет 879 человек (на 31 декабря 2010 года). Занимает площадь 6,65 км².